# VfB Sperber Neukölln
Der VfB Sperber Neukölln 1912 ist ein deutscher Fußballverein aus Berlin. Heimstätte des VfB ist der Jubiläumssportplatz, welcher 1000 Zuschauern Platz bietet.

## Verein
Der VfB Sperber Neukölln wurde am 25. September 1921 unter der Bezeichnung VfB Neukölln gegründet. 1925 schloss sich dem VfB kurzzeitig der Berliner SC Rekord an, diese Verbindung wurde aber bereits 1926 wieder gelöst. Die Mannschaft des VfB spielte im Gegensatz zu den Lokalrivalen des Neuköllner FC Südstern oder des 1. FC Neukölln keine bedeutende Rolle bis Ende des Zweiten Weltkrieges. Etwaige Teilnahmen an der Oberliga oder Gauliga Berlin-Brandenburg gelangen den Neuköllnern nicht.
1945 wurde der Verein aufgelöst. Eine sofortige Neugründung in Form einer Sportgruppe fand nicht statt, so dass der Verein erst 1949 unter seinem historischen Namen wieder auflief. Der VfB spielte auch im West-Berliner Lokalfußball über mehrere Jahre unterklassig. Die sportlich erfolgreichsten Zeiten begannen für die Berliner Ende der 1960er Jahre, in welchen ihnen der erstmalige Aufstieg in die Amateurliga Berlin gelang. In der Amateurliga war der VfB Neukölln in der Folgezeit eine feste Größe. Nach insgesamt acht Spielzeiten musste der VfB in der Saison 1976/77 mit knappen Rückstand auf Hellas-Nordwest Berlin den Gang in die Landesliga antreten. Bereits 1978 kehrten die Neuköllner in die Fußball-Oberliga Berlin zurück, stiegen aber als Tabellenvierzehnter nach nur einer Saison wieder ab. Mitte der achtziger Jahre spielten die Berliner zwischen 1985 und 1988 mit drei Oberligaspielzeiten letztmals höherklassig. Seit dem 1990 erfolgten Abstieg aus der Landesliga gelang keine Rückkehr in höhere Gefilde mehr.
1998 fusionierte der VfB Neukölln mit dem Neuköllner SC Sperber zum VfB Sperber Neukölln. In der Saison 2007/08 gelang der Aufstieg in die Landesliga. Nach mehreren Abstiegen, zuletzt in der Saison 2014/15, spielt man derzeit nur noch in der Kreisliga B.
Aktuell besitzt der VfB Sperber Neukölln keine Jugendmannschaften mehr. Die Männerabteilung des Vereins brachte jedoch zur Saison 2019/20 sieben verschiedene Mannschaften an den Start.

## Erfolge Männer
- Teilnahme Amateurliga Berlin (III): 1968/69 – 1973/74
- Teilnahme Oberliga Berlin (III): 1974/75 – 1976/77, 1978/79, 1985/86 – 1987/88

## Personen
- Ayhan Bilek
- Karl-Heinz Koberstein
- Goran Markov
- Hans-Joachim Posinski
- Antonio Rüdiger
- Sahr Senesie

## Statistik Männer
| Saison    | Klasse | Liga                    | Position | Spiele | S   | U   | N   | Tore    | Differenz | Punkte | Pokal (Neukölln)                         | Pokal (Berlin)                                     | Bemerkungen                                                                                           |
| --------- | ------ | ----------------------- | -------- | ------ | --- | --- | --- | ------- | --------- | ------ | ---------------------------------------- | -------------------------------------------------- | --- |
| ...       | ...    | ...                     | ...      | ...    | ... | ... | ... | ...     | ...       | ...    | ...                                      | ...                                                | |
| 1968/69   | III    | Amateurliga Berlin      | 09. (16) | 30     | ... | ... | ... | 054:51  | 0+3       | 28:32  | ...                                      | ...                                                | ...                                                                                                   |
| 1969/70   | III    | Amateurliga Berlin      | 12. (17) | 32     | ... | ... | ... | 048:62  | 0−14      | 26:38  | ...                                      | ...                                                | ...                                                                                                   |
| 1970/71   | III    | Amateurliga Berlin      | 11. (18) | 34     | ... | ... | ... | 036:45  | 0−9       | 31:37  | ...                                      | ...                                                | ...                                                                                                   |
| 1971/72   | III    | Amateurliga Berlin      | 10. (18) | 34     | ... | ... | ... | 060:53  | 0+7       | 33:35  | ...                                      | ...                                                | ...                                                                                                   |
| 1972/73   | III    | Amateurliga Berlin      | 15. (18) | 34     | ... | ... | ... | 044:55  | 0−11      | 27:41  | ...                                      | ...                                                | ...                                                                                                   |
| 1973/74   | III    | Amateurliga Berlin      | 04. (18) | 34     | 16  | 07  | 11  | 059:53  | 0+6       | 39:29  | ...                                      | ...                                                | Erfolgreichste Saison der Vereinsgeschichte                                                           |
| 1974/75   | III    | Oberliga Berlin         | 15. (18) | 34     | 08  | 08  | 18  | 044:57  | 0−13      | 24:44  | ...                                      | ...                                                | ...                                                                                                   |
| 1975/76   | III    | Oberliga Berlin         | 13. (18) | 34     | 11  | 10  | 13  | 050:57  | 0−7       | 32:36  | ...                                      | ...                                                | ...                                                                                                   |
| 1976/77   | III    | Oberliga Berlin         | 14. (16) | 30     | 07  | 08  | 15  | 040:62  | 0−22      | 22:38  | ...                                      | ...                                                | Abstieg                                                                                               |
| ...       | ...    | ...                     | ...      | ...    | ... | ... | ... | ...     | ...       | ...    | ...                                      | ...                                                | ...                                                                                                   |
| 1978/79   | III    | Oberliga Berlin         | 14. (16) | 30     | 05  | 08  | 17  | 027:57  | 0−30      | 18:42  | ...                                      | ...                                                | Abstieg                                                                                               |
| ...       | ...    | ...                     | ...      | ...    | ... | ... | ... | ...     | ...       | ...    | ...                                      | ...                                                | ...                                                                                                   |
| 1985/86   | III    | Oberliga Berlin         | 12. (16) | 30     | 08  | 06  | 16  | 043:68  | 0−25      | 22:38  | ...                                      | ...                                                | ...                                                                                                   |
| 1986/87   | III    | Oberliga Berlin         | 07. (16) | 30     | 13  | 07  | 10  | 042:41  | 0+1       | 33:27  | ...                                      | ...                                                | ...                                                                                                   |
| 1987/88   | III    | Oberliga Berlin         | 15. (16) | 30     | 07  | 04  | 19  | 031:76  | 0−45      | 18:42  | ...                                      | ...                                                | Abstieg                                                                                               |
| ...       | ...    | ...                     | ...      | ...    | ... | ... | ... | ...     | ...       | ...    | ...                                      | ...                                                | ...                                                                                                   |
| 1990/91   | VI     | Kreisliga A – Staffel 1 | 07. (16) | 30     | 15  | 05  | 10  | 045:34  | 0+11      | 35:25  | ...                                      | ...                                                | ...                                                                                                   |
| 1991/92   | VI     | Kreisliga A – Staffel 1 | 09. (16) | 30     | 11  | 05  | 14  | 056:55  | 0+1       | 27:33  | ...                                      | ...                                                | ...                                                                                                   |
| 1992/93   | VII    | Kreisliga A – Staffel 3 | 08. (16) | 30     | 13  | 09  | 08  | 065:38  | 0+27      | 35:25  | ...                                      | ...                                                | Liga-System Umstrukturierung                                                                          |
| 1993/94   | VI     | Bezirksliga – Staffel 1 | 07. (15) | 28     | 11  | 05  | 12  | 044:40  | 0+4       | 27:29  | ...                                      | ...                                                | ...                                                                                                   |
| 1994/95   | VII    | Bezirksliga – Staffel 2 | 08. (16) | 30     | 12  | 08  | 10  | 049:33  | 0+16      | 35:25  | ...                                      | ...                                                | Liga-System Umstrukturierung                                                                          |
| 1995/96   | VII    | Bezirksliga – Staffel 1 | 09. (16) | 30     | 10  | 11  | 09  | 047:42  | 0+5       | 41     | ...                                      | ...                                                | ...                                                                                                   |
| 1996/97   | VII    | Bezirksliga – Staffel 1 | 15. (16) | 30     | 05  | 07  | 18  | 037:67  | 0−30      | 22     | ...                                      | ...                                                | Abstieg                                                                                               |
| 1997/98   | VIII   | Kreisliga A – Staffel 3 | 16. (16) | 30     | 05  | 03  | 22  | 039:93  | 0−54      | 18     | ...                                      | ...                                                | ...                                                                                                   |
| 1998/99   | VIII   | Kreisliga A – Staffel 3 | 05. (16) | 30     | 14  | 06  | 10  | 051:44  | 0+7       | 48     | ...                                      | ...                                                | Neuer Vereinsname: VfB Sperber Neukölln                                                               |
| 1999/2000 | VIII   | Kreisliga A – Staffel 2 | 09. (16) | 30     | 11  | 09  | 10  | 064:70  | 0−6       | 42     | ...                                      | ...                                                | ...                                                                                                   |
| 2000/01   | VIII   | Kreisliga A – Staffel 1 | 06. (16) | 30     | 14  | 05  | 11  | 065:47  | 0+18      | 47     | ...                                      | ...                                                | ...                                                                                                   |
| 2001/02   | VIII   | Kreisliga A – Staffel 1 | 09. (16) | 30     | 10  | 10  | 10  | 036:54  | 0−18      | 40     | ...                                      | ...                                                | ...                                                                                                   |
| 2002/03   | VIII   | Kreisliga A – Staffel 1 | 12. (16) | 30     | 10  | 05  | 15  | 059:70  | 0−11      | 35     | ...                                      | ...                                                | ...                                                                                                   |
| 2003/04   | VIII   | Kreisliga A – Staffel 1 | 03. (16) | 30     | 20  | 05  | 05  | 094:48  | 0+46      | 65     | ...                                      | ...                                                | Aufstieg                                                                                              |
| 2004/05   | VII    | Bezirksliga – Staffel 3 | 15. (16) | 30     | 06  | 04  | 20  | 044:104 | 0−60      | 22     | ...                                      | ...                                                | Abstieg                                                                                               |
| 2005/06   | VIII   | Kreisliga A – Staffel 3 | 01. (16) | 30     | 22  | 06  | 02  | 117:39  | 0+78      | 72     | ...                                      | ...                                                | Aufstieg                                                                                              |
| 2006/07   | VII    | Bezirksliga – Staffel 3 | 05. (16) | 30     | 13  | 09  | 08  | 057:48  | 0+9       | 48     | ...                                      | ...                                                | ...                                                                                                   |
| 2007/08   | VII    | Bezirksliga – Staffel 2 | 01. (16) | 30     | 19  | 04  | 07  | 085:46  | 0+39      | 61     | ...                                      | 1. Runde (1:2 gegen SC Charlottenburg)             | Aufstieg                                                                                              |
| 2008/09   | VII    | Landesliga – Staffel 2  | 13. (16) | 30     | 09  | 06  | 15  | 063:76  | 0−13      | 33     | ...                                      | 4. Runde (4:6 gegen Berlin Hilalspor)              | Liga-System Umstrukturierung                                                                          |
| 2009/10   | VII    | Landesliga – Staffel 2  | 13. (16) | 30     | 10  | 03  | 17  | 047:95  | 0−48      | 33     | ...                                      | 1. Runde (4:7 gegen SV Norden-Nordwest)            | ...                                                                                                   |
| 2010/11   | VII    | Landesliga – Staffel 2  | 16. (16) | 30     | 01  | 0   | 29  | 032:179 | −147      | 03     | ...                                      | 4. Runde (0:8 gegen Tennis Borussia Berlin)        | Abstieg                                                                                               |
| 2011/12   | VIII   | Bezirksliga – Staffel 1 | 12. (16) | 30     | 09  | 03  | 18  | 063:96  | 0−33      | 30     | ...                                      | 2. Runde (1:14 gegen SpVgg Tiergarten)             | ...                                                                                                   |
| 2012/13   | VIII   | Bezirksliga – Staffel 1 | 15. (16) | 30     | 03  | 04  | 23  | 037:148 | −111      | 13     | ...                                      | 1. Runde (0:8 gegen BSV Heinersdorf)               | Abstieg                                                                                               |
| 2013/14   | IX     | Kreisliga A – Staffel 2 | 11. (16) | 30     | 09  | 05  | 16  | 090:114 | 0−24      | 32     | ...                                      | 1. Runde (0:6 gegen VfB Einheit zu Pankow)         | ...                                                                                                   |
| 2014/15   | IX     | Kreisliga A – Staffel 4 | 14. (16) | 30     | 07  | 05  | 18  | 046:107 | 0−61      | 26     | ...                                      | Qualifikation (0:6 gegen Blau-Weiß Friedrichshain) | Abstieg                                                                                               |
| 2015/16   | X      | Kreisliga B – Staffel 4 | 05. (15) | 28     | 14  | 07  | 07  | 085:57  | 0+28      | 49     | keine Teilnahme                          | 2. Runde (0:15 gegen SV Lichtenberg 47)            | ...                                                                                                   |
| 2016/17   | X      | Kreisliga B – Staffel 6 | 12. (16) | 30     | 09  | 05  | 16  | 067:96  | 0−29      | 32     | Vorrunde (0:9 gegen VfB Concordia Britz) | Qualifikation (2:4 gegen SFC Friedrichshain)       | ...                                                                                                   |
| 2017/18   | X      | Kreisliga B – Staffel 3 | 05. (16) | 30     | 18  | 03  | 09  | 107:69  | 0+38      | 57     | keine Teilnahme                          | Qualifikation (1:5 gegen FC Karame)                | ...                                                                                                   |
| 2018/19   | X      | Kreisliga B – Staffel 5 | 04. (14) | 26     | 15  | 04  | 07  | 079:62  | 0+17      | 49     | keine Teilnahme                          | 1. Runde (2:8 gegen Berolina Stralau)              | ...                                                                                                   |
| 2019/20   | X      | Kreisliga B – Staffel 6 | 09. (15) | 19     | 08  | 03  | 08  | 051:51  | 0         | 01,42  | keine Teilnahme                          | Qualifikation (4:12 gegen FV Blau Weiss Spandau)   | Saison wegen der COVID-19-Pandemie abgebrochen; Platzierungen anhand der Quotientenregelung ermittelt |
| 2020/21   | X      | Kreisliga B – Staffel 6 | 04. (16) | 04     | 03  | 0   | 01  | 014:11  | 0+3       | 09     | -                                        | 1. Runde (4:6 gegen SFC Friedrichshain)            | Saison aufgrund der COVID-19-Pandemie abgebrochen                                                     |
| 2021/22   | X      | Kreisliga B – Staffel 6 | 07. (16) | 24     | 09  | 08  | 07  | 071:62  | 0+9       | 35     | -                                        | Qualifikation (1:2 gegen SC Minerva Berlin)        | |
| 2022/23   | X      | Kreisliga B – Staffel 4 | 02. (17) | 32     | 22  | 04  | 06  | 137:49  | 0+88      | 70     | -                                        | Qualifikation (4:6 gegen VfB Einheit zu Pankow)    | Aufstieg                                                                                              |
| 2023/24   | IX     | Kreisliga A – Staffel 1 | 12. (16) | 30     | 10  | 04  | 16  | 069:01  | 0−32      | 34     | -                                        | 1. Runde (2:7 gegen FC Treptow)                    | |
| 2024/25   | IX     | Kreisliga A – Staffel 4 | 02. (16) | 30     | 21  | 06  | 03  | 137:50  | 0+87      | 69     | -                                        | 2. Runde (4:6 n. E. gegen SV Buchholz)             | Aufstieg                                                                                              |
| 2025/26   | VIII   | Bezirksliga – Staffel 1 |          |        |     |     |     |         |           |        |                                          | 1. Runde (0:8 gegen TSV Mariendorf 1897)           | |